# Türkgücü Monachium
Türkgücü Monachium – niemiecki klub piłkarski z siedzibą w Monachium.
Klub turecki w Monachium powstał w 2009 r. w wyniku połączenia Türkischer SV 1975 Monachium i SV Türkgücü-Ataspor Monachium. Wcześniej, bo w 2001 r. nastąpiła zmiana nazwy klubu z Türkischer SV 1975 na SV Türk Gücü München. Türk Gücü był zespołem trzeciej ligi w drugiej połowie lat 80. i na początku lat 90. XX wieku. Wówczas klub aspirował do awansu do drugiej Bundesligi, ale nie udało mu się tego osiągnąć.
Türkgücu awansował do 3. Ligi w 2020 roku i rozegrał swoje mecze u siebie na Stadionie an der Grünwalder Straße w. W sezonie 2020–21 drużyna rozgrywa mecze u siebie na Olympiastadion München i na Stadion an der Grünwalder Straße, dzieląc ten ostatni stadion z trzecioligowym TSV 1860 Monachium.

## Historia

### SV Türk Gücü
Klub został założony w listopadzie 1975 r. w Monachium przez dwóch tureckich imigrantów: Alaattina Candara i Ömera İlciktaya i występował pod nazwą SV Türk Gücü München. Pierwotnie drużyna piłkarska grała na najniższych szczeblach amatorskich w Monachium, co zmieniło się w 1983 r., kiedy zmieniono model biznesowy klubu. Klub uznał Bezirksportanlage am Krehlebogen za stałą siedzibę i założył oddział młodzieżowy.
Türk Gücü wygrał wiele spotkań, których kulminacją było zwycięstwo 3:1 nad VfR Neuburg, przed widownią 3000 osób, co zapewniło klubowi wejście do czwartej ligi Landesliga Bayern-Süd.
Po awansie do Landesligi, Türk Gücü wzmocnił swoją drużynę zawodnikami spoza Turcji, a pod wodzą trenera Petera Grossera klub wywalczył awans do Bayernligi w 1988 r., z przyszłymi profesjonalistami, takimi jak Gerry Hillringhaus i Thomas Kristl. Türk Gücü odniósł sukces w najwyższej lidze piłkarskiej Bawarii, zajmując szóste miejsce w pierwszym sezonie i przyciągnął aż 12 000 widzów w meczach z TSV 1860 Monachium. Klub był w stanie przyciągnąć do 1000 kibiców, którzy podróżowali z drużyną na mecze wyjazdowe. We wrześniu 1989 r. w meczu przeciwko MTV Ingolstadt bramkarz Gerald Hillringhaus zdobył bramkę miesiąca.
W 1989 r. klub zajął siódme miejsce w lidze, a w 1991 r. zajął 12. miejsce, a w 1992 r. spadł z ligi po porażce 4:3 w rzutach karnych w meczu o utrzymanie w lidze z SC 08 Bamberg.
Poparcie dla zespołu stale spadało, a jednym z powodów była duża liczba nie-tureckich zawodników w klubie, co wpłynęło na identyfikację miejscowej ludności tureckiej z klubem. Drugim był rozwój telewizji satelitarnej. Możliwość oglądania na żywo tureckich gigantów Beşiktaş, Galatasaray i Fenerbahçe na żywo w telewizji znacznie zmniejszyła liczbę Turków zainteresowanych oglądaniem trzecioligowego lub czwartoligowego klubu, a co za tym idzie, zmniejszyły się środki finansowe klubu. Niemniej jednak znaczenie klubu w bawarskiej piłce nożnej zostało uznane w książce z okazji pięćdziesiątej rocznicy Bawarskiego Związku Piłki Nożnej.
Po sezonie 1995/96 Türk Gücü był przedostatni i spadł do piątej ligi niemieckiej piłki nożnej. Klub ponownie zbliżył się do awansu w 1998 roku, kiedy zajął drugie miejsce w swojej lidze, ale przegrał z 1. FC Nürnberg Amateure w pierwszej rundzie baraży.
Dni świetności Türka Gücü definitywnie dobiegły końca, a w 2001 r. klub został rozwiązany, ponieważ stał się niewypłacalny.

### Türkischer SV
Zawodnicy z Türk Gücü utworzyli nowy klub o nazwie Türkischer SV 1975 München. Nowy zespół nie rywalizował w Lidze Krajowej w latach 2001–2002, zajmując przedostatnie miejsce, a za nim został tylko SV Lohhof, inny klub, który dopiero niedawno grał na znacznie wyższym poziomie. Zespół spędził trzy sezony w szóstej lidze Bezirksoberliga Oberbayern, po czym kolejny spadek w 2005 r. sprowadził go do poziomu Bezirksligi. Drużyna grała we wschodniej grupie tej ligi, Bezirksliga Oberbayern-Ost, ale ponownie w niższej tabeli z kolejnym spadkiem w 2008 roku, sezon ATA Spor München wszedł do ligi i zajął piąte miejsce.
Türkischer SV spędził ostatni sezon przed fuzją 2008–09 w dziewiątej lidze Kreisliga München 3, gdzie osiągnął jedyne jednocyfrowe miejsce w lidze w swoim ósmym sezonie istnienia.

### ATA Spor
ATA Spor München powstała w 1981 roku. W przeciwieństwie do Türk Gücü, ATA Spor nigdy nie wspiął się na wyżyny bawarskiej amatorskiej piłki nożnej i awans z ósmej ligi Kreisligi, a następnie dwa sezony w Bezirkslidze tuż przed fuzją były najbardziej udanym okresem klubu.

### SV Türkgücü-Ataspor
19 maja 2009 r. ATA Spor i Türkischer SV połączyły się, tworząc SV Türkgücü-Ataspor, starając się połączyć siły obu klubów i stworzyć silną stronę na wschodnich przedmieściach Monachium. Nowy klub liczył około 500 osób. Nowy klub zajął miejsce ATA Spor w Bezirksliga Oberbayern-Nord, gdzie zajął ósme miejsce w 2010 i dziesiąte w 2011, daleko od czasów świetności starego klubu Türk Gücü. W 2013 roku klub zajął drugie miejsce i dzięki rundzie awansów uzyskał awans do Landesligi Bayern-Südost. W 2019 roku klub zajął pierwsze miejsce w Bayernliga Süd i zdobył awans do czwartej ligi - Regionalligi Bayern.

### Türkgücü München
Po awansie klub zdecydował się skrócić nazwę do Türkgücü München. Sezon 2019/20 okazał się równie owocny dla drużyny z Monachium - po 23 kolejkach prowadzili w tabeli i awansowali do 3. Bundesligi, w związku z przedwczesnym zakończeniem rozgrywek. Premierowy sezon na trzecim szczeblu zakończyli na 13. pozycji. Po 31. kolejce sezonu 2021/22, klub wycofał się z 3. Bundesligi. Było to spowodowane problemami finansowymi klubu.

## Zawodnicy

### Obecny skład
Stan na 4 lutego 2021
| Nr | Poz. | Piłkarz           |
| -- | ---- | ----------------- |
| 1  | BR   | René Vollath      |
| 2  | OB   | Yi-Young Park     |
| 3  | OB   | Kilian Jakob      |
| 5  | PO   | Benedikt Kirsch   |
| 7  | PO   | Alexander Laukart |
| 8  | PO   | Ünal Tosun        |
| 9  | NA   | Lucas Röser       |
| 10 | NA   | Sercan Sararer    |
| 11 | PO   | Sebastian Maier   |
| 13 | OB   | Alexander Sorge   |
| 14 | NA   | Mounir Bouziane   |
| 15 | OB   | Maxime Awoudja    |
| 17 | PO   | Kilian Fischer    |
| 18 | PO   | Boubacar Barry    |
| 19 | NA   | Furkan Kircicek   |
| 20 | NA   | Noel Niemann      |

| Nr | Poz. | Piłkarz           |
| -- | ---- | ----------------- |
| 21 | NA   | Omar Sijarić      |
| 22 | OB   | Aaron Berzel      |
| 23 | OB   | Stefan Stangl     |
| 24 | PO   | Philipp Erhardt   |
| 25 | NA   | Petar Slišković   |
| 26 | BR   | Franco Flückiger  |
| 27 | PO   | Amani Mbaraka     |
| 28 | NA   | Kerem Kavuk       |
| 29 | PO   | Atakan Akkaynak   |
| 33 | OB   | Michael Zant      |
| 35 | OB   | Furkan Zorba      |
| 36 | OB   | Filip Kusić       |
| 37 | PO   | Nico Gorzel       |
| 38 | PO   | Fabijan Podunavac |
| 39 | BR   | Maximilian Engl   |
| 40 | BR   | Jordaine Jäger    |

## Osiągnięcia
Wyróżnienia klubu:

### Liga
- 3. Bundesliga (III)
  - 13. miejsce: 2020-21
- Regionalliga Bayern (IV)
  - Promowane: 2019–20
- Bayernliga Süd (V)
  - Mistrzowie: 2018–19
- Landesliga Bayern-Südost (VI)
  - Mistrzowie: 2017–18
- Landesliga Bayern-Süd (V)
  - Mistrzowie: 1987–88, 1993–94
  - Drugie miejsce: 1997–98

- Bezirksliga Oberbayern-Nord (VII)
  - Zdobywcy drugiego miejsca: 2012–13
- Kreisliga 3 Schmid (VIII)
  - Drugie miejsce: 2006–07

## Ostatnie sezony
Ostatnie wyniki sezonu po sezonie klubu i jego poprzedników:

### SV Türk Gücü
| Sezon     | Liga                  | Poziom | Miejsce |
| 1999/2000 | Landesliga Bayern-Süd | V      | 11      |
| 2000/01   | Landesliga Bayern-Süd | V      | 13      |

### Türkischer SV
| Sezon   | Liga                       | Poziom | Miejsce |
| 2001/02 | Landesliga Bayern-Süd      | V      | 19 ↓    |
| 2002/03 | Bezirksoberliga Oberbayern | VI     | 13      |
| 2003/04 | Bezirksoberliga Oberbayern | VI     | 9       |
| 2004/05 | Bezirksoberliga Oberbayern | VI     | 15 ↓    |
| 2005/06 | Bezirksliga Oberbayern-Ost | VII    | 11      |
| 2006/07 | Bezirksliga Oberbayern-Ost | VII    | 10      |
| 2007/08 | Bezirksliga Oberbayern-Ost | VII    | 15 ↓    |
| 2008–09 | Kreisliga 3 Schmid         | IX     | 5       |

### ATA Spor
| Sezon   | Liga                        | Poziom | Miejsce |
| 2004/05 | Kreisliga 2 Moossmann       | VIII   | 4       |
| 2005/06 | Kreisliga 2 Moossmann       | VIII   | 8       |
| 2006/07 | Kreisliga 3 Schmid          | VIII   | 2 ↑     |
| 2007/08 | Bezirksliga Oberbayern-Ost  | VII    | 5       |
| 2008/09 | Bezirksliga Oberbayern-Nord | VIII   | 6       |

### SV Türkgücü-Ataspor
| Sezon   | Liga                        | Poziom | Miejsce |
| 2009/10 | Bezirksliga Oberbayern-Nord | VIII   | 8       |
| 2010/11 | Bezirksliga Oberbayern-Nord | VIII   | 10      |
| 2011/12 | Bezirksliga Oberbayern-Nord | VIII   | 5       |
| 2012/13 | Bezirksliga Oberbayern-Nord | VII    | 2 ↑     |
| 2013/14 | Landesliga Bayern-Südost    | VI     | 12      |
| 2014/15 | Landesliga Bayern-Südost    | VI     | 10      |
| 2015/16 | Landesliga Bayern-Südost    | VI     | 12      |
| 2016/17 | Landesliga Bayern-Südost    | VI     | 6       |
| 2017/18 | Landesliga Bayern-Südost    | VI     | 1 ↑     |
| 2018/19 | Bayernliga Süd              | V      | 1 ↑     |

### Türkgücü München
| Sezon     | Liga                | Poziom | Miejsce |
| 2019/2020 | Regionalliga Bayern | IV     | 1 ↑     |
| 2020/2021 | 3. Liga             | III    | 13      |
| 2021/2022 | 3. Liga             | III    | 20 ↓    |
| 2022/2023 | Regionalliga Bayern | IV     | 14      |
| 2023/2024 | Regionalliga Bayern | IV     | 10      |
| 2024/2025 | Regionalliga Bayern | IV     | 18 ↓    |

- Wraz z wprowadzeniem Bezirksoberligi w 1988 roku jako nowego piątego poziomu, poniżej Landesligi, wszystkie ligi poniżej spadły o jeden poziom. Wraz z wprowadzeniem Regionalligi w 1994 r. I 3. Ligi w 2008 roku jako nowy trzeci poziom, poniżej 2. Bundesligi, wszystkie ligi poniżej spadły o jeden poziom. Wraz z utworzeniem Regionalligi Bayern jako nowego czwartego szczebla w Bawarii w 2012 r. Bayernliga została podzielona na północną i południową, liczba Landeslig wzrosła z trzech do pięciu, a Bezirksoberligę zniesiono. Wszystkie ligi począwszy od Bezirksligi zostały podniesione o jeden poziom.

| ↑ Awans | ↓ Spadek |